# Anadiploza
Anadiploza je v jezikoslovju enobesedna figura, kjer se ponavlja zadnja beseda v prvem stavku in prva beseda v naslednjem stavku. Primeri anadiploze so pogosti v pesništvu, kjer ustvarjajo višek: »Mar veš, da tečeš tik grobov, grobov slovenskega domovja« (Gregorčič, Soči). Beseda izhaja iz starogrške besede ἀναδίπλωσις, anadíplōsis, dob. »podvojevanje«. Nasproten pojav, podvojevanje besede, ki je na začetku stavka na koncu stavka, imenujemo epanadiploza.